# Kliodynamik

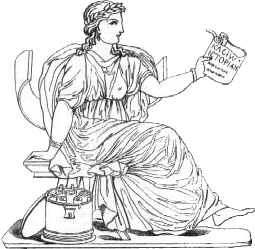
Klio

Kliodynamik (abgeleitet von Klio, der Muse der Geschichtsschreibung) ist ein multidisziplinärer Forschungsansatz zur mathematischen Modellierung historischer Entwicklungen. Die Kliodynamik erforscht dynamische Prozesse in der Geschichte. Berührungspunkte gibt es zu der von Nikolai Kondratiev, Joseph A. Schumpeter und Ernest Mandel geprägten Theorie der Langen Wellen der Wirtschaftsgeschichte.
Mathematisch modelliert werden langfristige („säkulare“) Zyklen soziodemographischer Dynamik und sehr langfristige („tausendjährige“) Trends des Weltsystems. Es wird dabei die Wahrscheinlichkeit berechnet, dass ein bestimmtes Ereignis eintritt.
Eine literarische Vorlage dieser Idee findet sich als Psychohistorik im Foundation-Zyklus (ab 1942) von Isaac Asimov.